# Grafhorst
Grafhorst est un village situé dans la commune néerlandaise de Kampen, dans la province d'Overijssel. Le 1er janvier 2006, le village comptait 900 habitants.
Le 1er janvier 1937, la commune de Grafhorst est rattachée à la commune d'IJsselmuiden.